# Provinz Viterbo
Die Provinz Viterbo (italienisch Provincia di Viterbo) ist eine italienische Provinz der Region Latium. Hauptstadt ist Viterbo. Die Provinz hat 60 Gemeinden.
Im Nordwesten grenzt sie an die Toskana (Provinz Grosseto und Provinz Siena), im Nordosten an Umbrien (Provinz Terni), im Osten an die Provinz Rieti, im Süden an die Metropolitanstadt Rom und im Westen an das Tyrrhenische Meer. Die Provinz wurde 1927 eingerichtet.

## Größte Gemeinden
(mit über 5.000 Einwohnern, Stand: 31. Dezember 2023)
| Gemeinde           | Einwohner |
| ------------------ | --------- |
| Viterbo            | 66.188    |
| Civita Castellana  | 15.143    |
| Tarquinia          | 15.953    |
| Montefiascone      | 13.008    |
| Vetralla           | 13.351    |
| Nepi               | 9467      |
| Ronciglione        | 8429      |
| Soriano nel Cimino | 7909      |
| Orte               | 9087      |
| Montalto di Castro | 8689      |
| Tuscania           | 8189      |
| Fabrica di Roma    | 8217      |
| Capranica          | 6354      |
| Sutri              | 6738      |
| Acquapendente      | 5273      |
| Caprarola          | 5162      |
| Canino             | 5009      |

Quelle: ISTAT